# 巴兰尼亚-巴亚塞尔维亚-匈牙利共和国
巴兰尼亚-巴亚塞尔维亚-匈牙利共和国（匈牙利語：Baranya-Bajai Szerb-Magyar Köztársaság，羅馬化：Srpsko-mađarska republika Baranja-Baja）是一个受苏联影响的短暂存在的小型国家。1921年8月14日，它于佩奇（属于第一次世界大战后被塞尔维亚人、克罗地亚人和斯洛文尼亚人王国占领的匈牙利南部领土）宣布成立，这一行为得到塞尔维亚人、克罗地亚人和斯洛文尼亚人王国的认可和支持。其领土包括巴兰尼亚地区和巴奇卡地区北部，以及巴纳特地区的一部分。
该共和国成立于1921年8月14日，解散于1921年8月20日。当时，匈牙利南部地区被塞尔维亚人、克罗地亚人和斯洛文尼亚人王国军队占领，并由诺维萨德的人民行政机构管理。在1919年夏季库恩·贝拉领导的匈牙利苏维埃共和国被击败后，许多为躲避霍爾蒂·米克洛什元帅的“白色恐怖”而逃离布达佩斯的共产主义者来到巴兰尼亚，在那里得到佩奇市市长林德·贝拉的庇护。林德是匈牙利苏维埃共和国驻奥地利维也纳的武官，于1920年9月成为佩奇市市长。
在1921年8月14日佩奇的群众大会上，画家佩塔尔·多布罗维奇建议成立一个独立的共和国，该共和国将包括巴兰尼亚地区和巴奇卡地区北部。佩塔尔·多布罗维奇成为新成立的共和国的执行委员会主席。
然而，该共和国未能获得国际认可，塞尔维亚人、克罗地亚人和斯洛文尼亚人王国军队撤退后，霍尔蒂的部队进入该地区并终结该共和国。1921年8月21日—25日，该地区重新并入匈牙利，由特派员索什卡·罗利负责接收，正如1920年签订的《特里亚农条约》规定的那样。